# Вюрц, Шарль Адольф
Шарль Адольф Вюрц (фр. Charles Adolphe Wurtz; 26 ноября 1817, Страсбург — 12 мая 1884, Париж) — французский химик.
Член Парижской академии наук (1867) и её президент в 1881 г., иностранный член Лондонского королевского общества (1864), иностранный член-корреспондент Петербургской академии наук (1873).

## Биография
Шарль Адольф Вюрц провёл детство в Вольфисайме, где его отец был лютеранским пастором, а мать, София Крейсс, образованная женщина, занималась его воспитанием. Она же передала сыну живой, радостный характер и добродушие.
В 1834 году Вюрц окончил протестантскую гимназию в Страсбурге, и отец разрешил ему вместо теологии изучать медицину. Вюрц решил связать свою жизнь с химией и в результате добился в этой области таких успехов, что в 1839 году был назначен руководителем работ по химии на медицинском факультете в Страсбургском университете.
После получения докторской степени в 1843 году (диссертация об альбумине и фибрине, которые он изучал в течение года в Гиссене под руководством Юстуса Либиха) Вюрц переехал в Париж, где начал работать в частной лаборатории и под научным руководством Жана-Батиста Дюма. В 1845 году Вюрц стал ассистентом в Школе медицины и четыре года спустя начал читать там курс органической химии. Химическая лаборатория в Школе медицины была очень бедной, поэтому Вюрцу пришлось открыть свою собственную. Лаборатория Вюрца была устроена в 1850 году на улице Гарансьер, однако вскоре дом был продан, и Вюрц был вынужден отказаться от этой лаборатории.
В 1850 году Вюрц был назначен профессором химии в новый Институт агрономии в Версале, но в 1852 году институт был закрыт Наполеоном III. На следующий год на медицинском факультете освободилось место заведующего кафедрой органической химии из-за ухода в отставку Дюма, а также кафедра неорганической химии и токсикологии — из-за ухода Матьё Орфила. Эти кафедры были объединены в одну, руководителем который назначили Вюрца. Недалеко от лекционной аудитории Вюрц самочинно выделил место для химической лаборатории и стал взимать платить за учёбу со своих студентов, что вызвало недовольство администрации академии. За 30 лет в его лаборатории обучались 155 учеников, в основном иностранцы, поскольку, став горячим сторонником атомизма, Вюрц обеспечил себе международное признание и 9 июня 1864 года был избран иностранным членом Лондонского королевского общества. С августа 1864 до апреля 1865 год он принимал у себя молодого русского химика Александра Михайловича Зайцева, который работал с производными карбоновых кислот.
В 1866 году Вюрц получил должность декана медицинского факультета. На этом посту он добивался перестройки и реконструкции зданий, чтобы сделать их пригодными для научного и современного преподавания химии. Вюрц настаивал на том, что лаборатории необходимо оборудовать должным образом, поскольку в этом отношении Франция была далеко позади Германии. Будучи деканом, Вюрц признавал права женщин (среди них — Маделин Брез и Мари Путнам) на высшее образование и ведение исследований на факультете медицины.
Также он был директором исследований 2-го отдела Практической школы высших исследований.
В 1875 году Вюрц оставил должность декана медицинского факультета, но получил звание почётного декана. Он стал первым обладателем этого звания на кафедре органической химии, созданию которой в Сорбонне он способствовал. Однако он имел большие сложности с тем, чтобы получить подходящую лабораторию, которая так и не была создана до его смерти в Париже в 1884 году.
Вюрц был почётным членом почти всех научных обществ Европы. Он был одним из основателем Химического общества в Париже (1858), стал его первым секретарём и три раза выполнял функции президента. В 1880 году он стал вице-президентом, а в 1881 году — президентом Академии наук, членом которой Вюрц был избран в 1867 году, следом за Теофилем-Жюлем Пелузом. В 1881 году Вюрц стал сенатором недвижимости.

## Карьера
Вюрц был
- деканом медицинского факультета в Париже с 1866 по 1875 год,
- сенатором недвижимости с 1881,
- членом Академии медицины (1856)
- членом Академии наук (1867)
- лауреатом Фарадеевских чтений Королевского химического общества в 1879 году.

Чарльз Адольф Вюрц известен по следующим работам:
- исследование соединений, связанных с использованием аммиака и гликолей; он открыл этиленгликоль в 1859 году
- получение альдоля, бесцветного альдегида
- теория расположения атомов в органических соединениях

## Работы Вюрца
Работы Вюрца относятся главным образом к органической химии, которую он обогатил открытием новых соединений и новых общих методов синтеза. В 1849 году Вюрц, действуя едким калием на метиловый и этиловый эфиры изоциановой и изоциануровой кислот, получил метиламин и этиламин — простейшие представители ряда жирных аминов. В 1855 году Вюрц предложил общий способ (позже названный именем Вюрца) синтеза насыщенных углеводородов действием металлического натрия на алкилгалогениды. В 1856 году Вюрц синтезировал этиленгликоль — первый из двухатомных спиртов, или гликолей, в 1859 году — этиленхлоргидрин и при обработке его едким кали — окись этилена, которая послужила Вюрцу исходным продуктом для синтеза аминоспиртов, холина (1867) и нейрина (1869). В 1867 году Вюрц сплавлением бензолсульфокислоты с едкой щёлочью получил фенол (карболовую кислоту). В 1872 году Вюрц описал альдольную конденсацию. Вюрц был убеждённым сторонником передовых направлений химии своего времени — атомно-молекулярного учения и теории химического строения А. М. Бутлерова, распространению которых содействовал. Он понимал огромное значение периодического закона Д. И. Менделеева и способствовал признанию его за границей. Все учебные пособия и монография Вюрца получили в своё время широкое распространение.

## Труды
- Leçons élémentaires de chimie moderne, Paris, Masson, 1867—1868 ; dernière édition revue et augmentée, 1892 (Элементарные уроки современной химии).
- Dictionnaire de chimie pure et appliquée, Hachette, Paris, 5 tomes, 1869—1874 ; 1er suppl., 2 tomes, 1880 et 1886 ; 2e suppl., 7 tomes, 1892—1908 (Словарь теоретической и прикладной химии).
- La Théorie atomique, préface de Charles Friedel, Librairie G. Baillière, 4e éd., Paris, 1879 (Атомная теория).
- Traité de chimie biologique, 1885 (Трактат о биохимии).
- Вклад в химическую и физическую хронику.

## Память
- Памятник Чарльзу Адольфу Вюрцу воздвигнут на площади перед входом в церковь Сен-Пьер-ле-Жен в Страсбурге, недалеко от его родного дома.
- В 1886 году гравер Алье Дюбуа (ссылка) выпустил медаль с его изображением, экземпляр которой хранится в музее Карнавале.
- Имя Вюрца входит в список из 72 имен наиболее выдающихся французских учёных и инженеров, помещённый на первом этаже Эйфелевой башни.
- С 1893 года именем Вюрца названа улица в 13-м округе Парижа.
- В Страсбурге имя Вюрца носит улица в округе Крютено.
- В честь Вюрца названа улица в Вольфисайме.
- Именем Вюрца названа реакция, которую он открыл вместе с немецким химиком Рудольфом Фиттигом — синтез Вюрца-Фиттига — метод соединения органических галогенидов.
- В честь Вюрца назван минерал вюрцит — разновидность цинковой обманки.